# René Kalisky

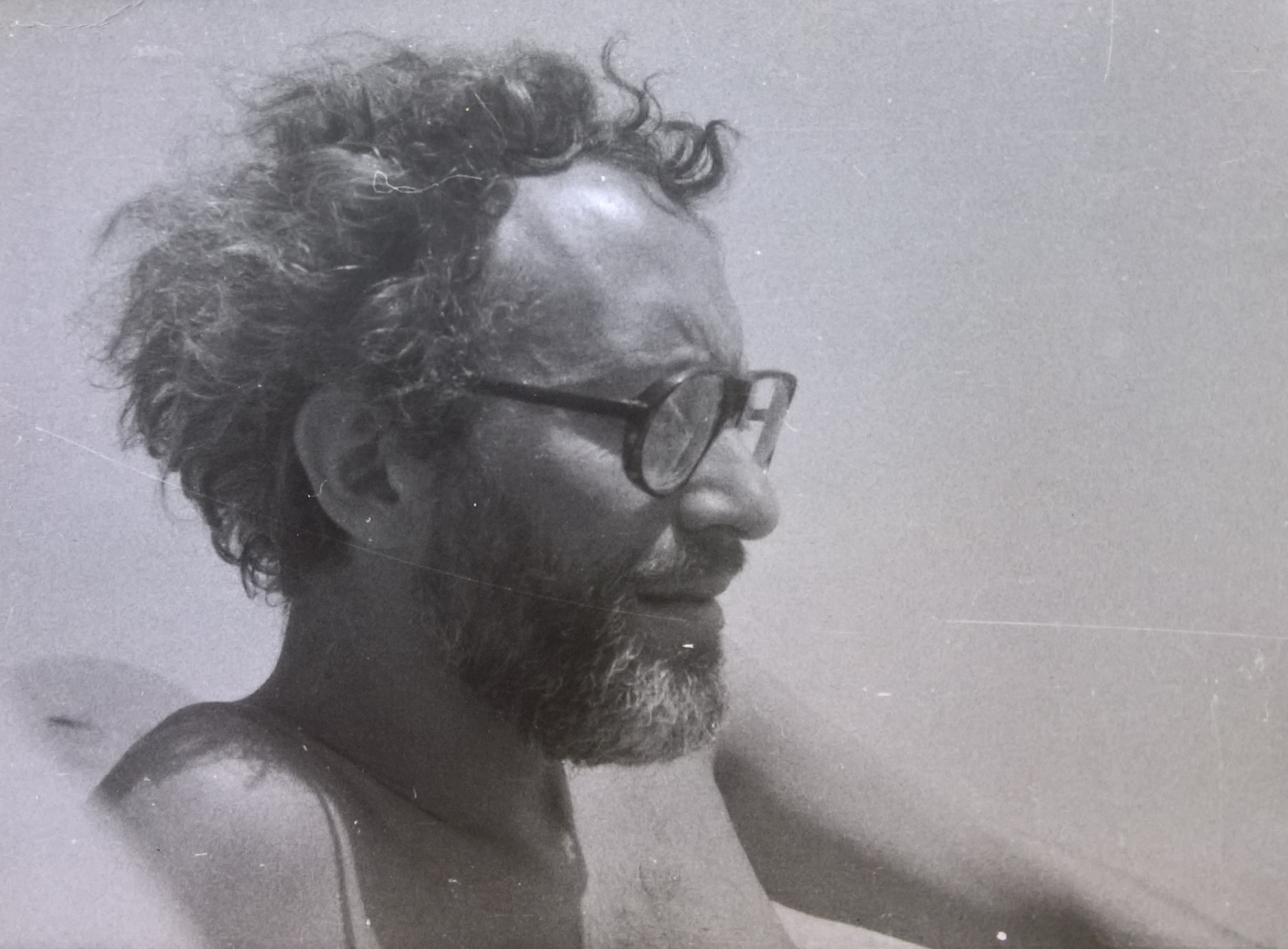
René Kalisky

René Kalisky (* 20. Juli 1936 in Brüssel; † 2. Mai 1981 in Paris) war ein belgischer Schriftsteller französischer Sprache.

## Leben und Werk
René Kalisky wurde als Sohn eines aus Polen zugewanderten Juden 1936 in Brüssel geboren und überlebte den Nationalsozialismus im Versteck. Sein Vater wurde von der Gestapo gefoltert und kam in Auschwitz um. Kalisky war ab 1960 Journalist und schrieb zahlreiche Theaterstücke, die in Belgien abgelehnt wurden. Er wandte sich deshalb nach Frankreich und fand in Jacques Lemarchand (1908–1974) einen Befürworter, der ab 1969 vier Stücke für den Verlag Gallimard annahm. Kalisky ging 1971 zum Schreiben nach Korsika und ließ sich 1973 endgültig in Paris nieder, wo weitere Stücke im Verlag Stock erschienen. Die ersten Aufführungen verdankte er Antoine Vitez.  Nach dem zehnten Stück starb er 1981 im Alter von 44 Jahren an Krebs.
Kalisky erhielt 1979 vom Berliner Senat ein Aufenthaltsstipendium und 1982 (postum) den Spezialpreis der Société des auteurs et compositeurs dramatiques (SACD).
Kaliskys Hauptthemen sind der Holocaust, das Ende der Ideologien und die Fatalität der Geschichte.

## Werke (Auswahl)

### Theater
- Trotsky (1969)
- Skandalon (1970) (Fausto Coppi)
- Jim le Téméraire (1972) (Adolf Hitler)
  - (deutsch) Jim der Kühne (1985) (übersetzt von Andres Müry)
- Le Pique-nique de Claretta (1973) (Mussolini)
  - (deutsch) Clarettas Picknick (1983) (übersetzt von Andres Müry)
- Europa (1976) (nach Romain Gary)
- La passion selon Pier Paolo Pasolini (1978) (mit einem Nachwort : « Du surjeu au surtexte »)
- Dave au bord de la mer. (1978) (Saul und David)
- Aïda vaincue (1978) (Auswanderungsproblematik)
- Sur les ruines de Carthage (1980) (der Intellektuelle im totalitären Staat)
- Falsch (1981) (Juden in Berlin und New York) (verfilmt 1986 von Jean-Pierre und Luc Dardenne)
  - (deutsch) Falsch (1984) (übersetzt von Ruth Henry)
- Charles le Téméraire (1984)

### Weitere Werke
- Le Monde arabe. 2 Bde. Marabout, Verviers und Paris 1968. (späterer Titel: L’Islam, 1980)
  - 1. L’Essor et le déclin d’un empire
  - 2. Le Réveil et la quête de l’unité
- Sionisme ou dispersion ? Les Hébreux, les Juifs, les Israéliens. Marabout, Verviers und Paris 1974.
- L’Impossible royaume. Récit. Seghers, Paris 1979.